# 石門古戰場
22°06′41″N 120°45′38″E / 22.1112969°N 120.7606181°E

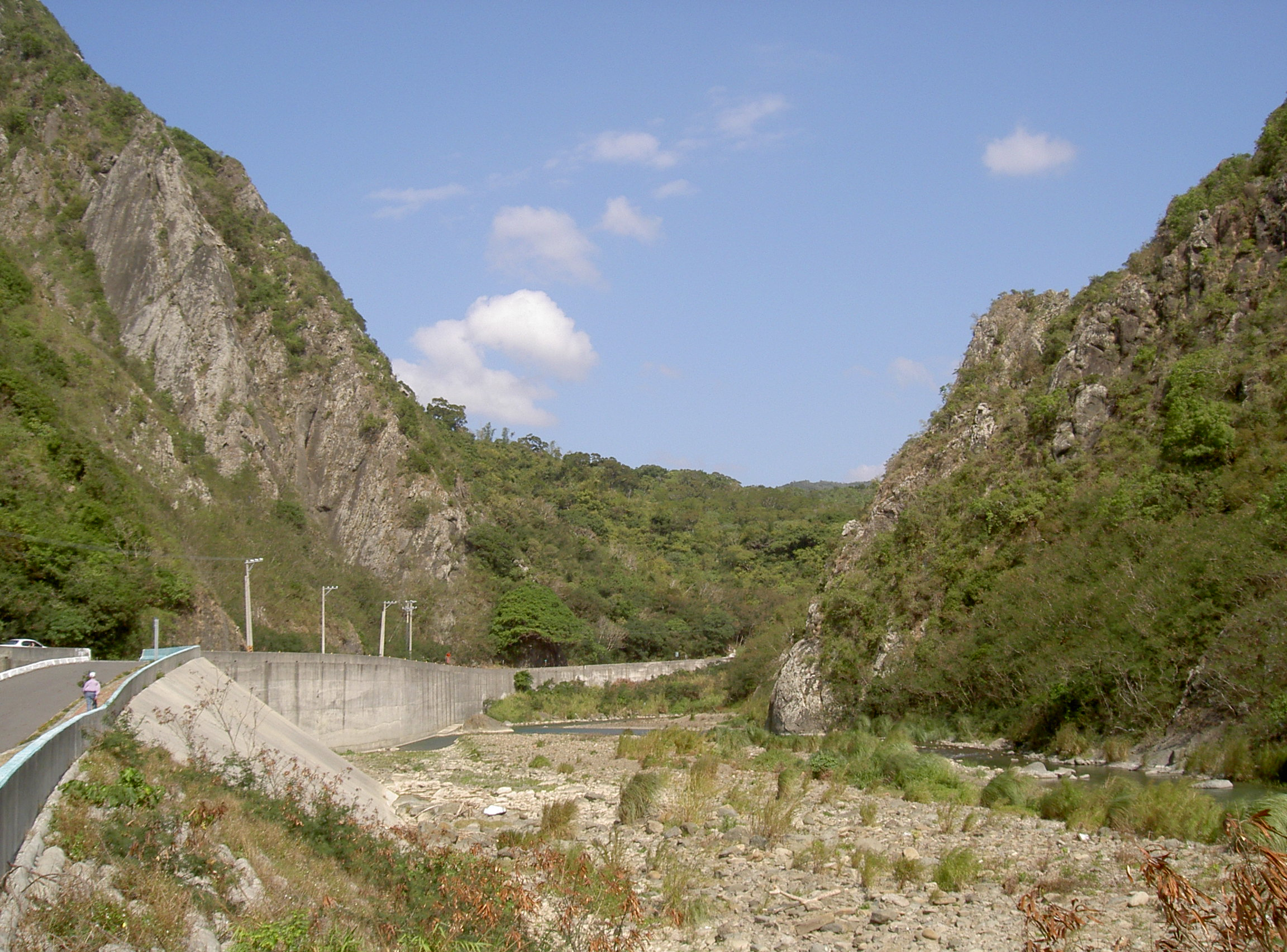
位於古戰場旁的石門山谷為一種關型要塞

石門古戰場（排灣語：Macacukes）是臺灣牡丹社事件發生地點，位於屏東縣牡丹鄉與車城鄉交界處，距離四重溪東北方大約3公里，也是今日恆春半島歷史景點之一。

## 介紹

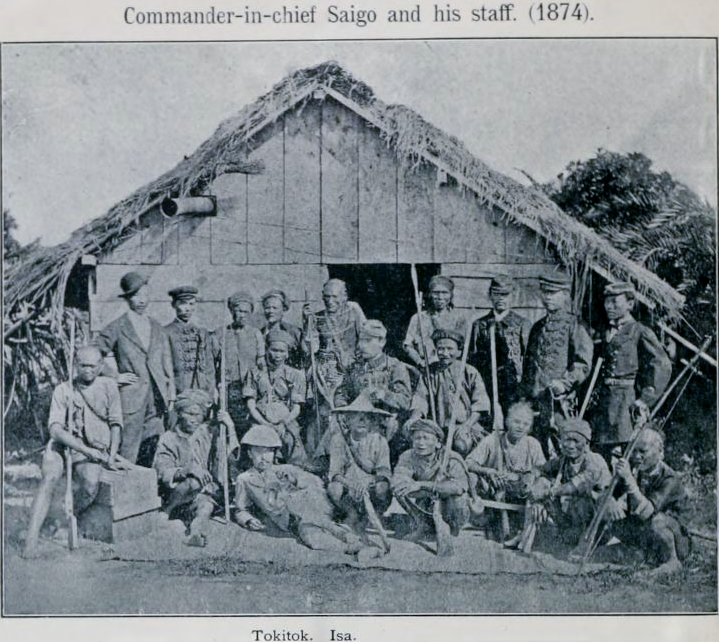
石門戰役後，日軍指揮官西鄉從道（Saigo）與排灣族領袖合影。左坐者為卓杞篤之子朱雷、中坐者為西鄉、右坐者為亦失。

1871年，琉球王國船隻漂流至今日牡丹鄉附近，琉球船員被當地原住民以侵擾領地而殺害。當時琉球國屬獨立，但同時向大清帝國及大日本帝國朝貢；大日本帝國政府於是派兵前往事發地，1874年日軍以「懲辦兇手」、「保民義舉」為由向臺灣原住民交戰。時任陸軍大輔陸軍中將的西鄉從道被派為台灣蕃地事務部都督，率領日軍來台討蕃。日軍在1874年5月12日於社寮登陸後，在5月22日抵達石門，遭到牡丹社等強烈抵抗。

## 紀念碑

### 西鄉都督遺績紀念碑

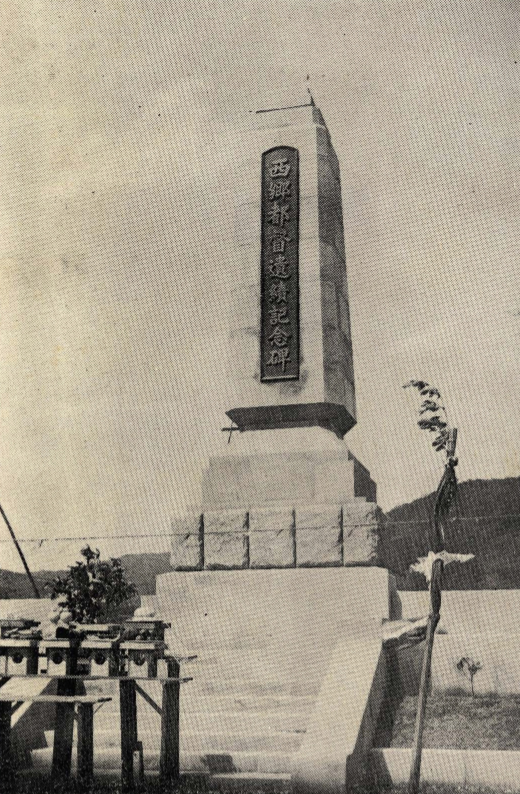
西鄉都督遺績記念碑

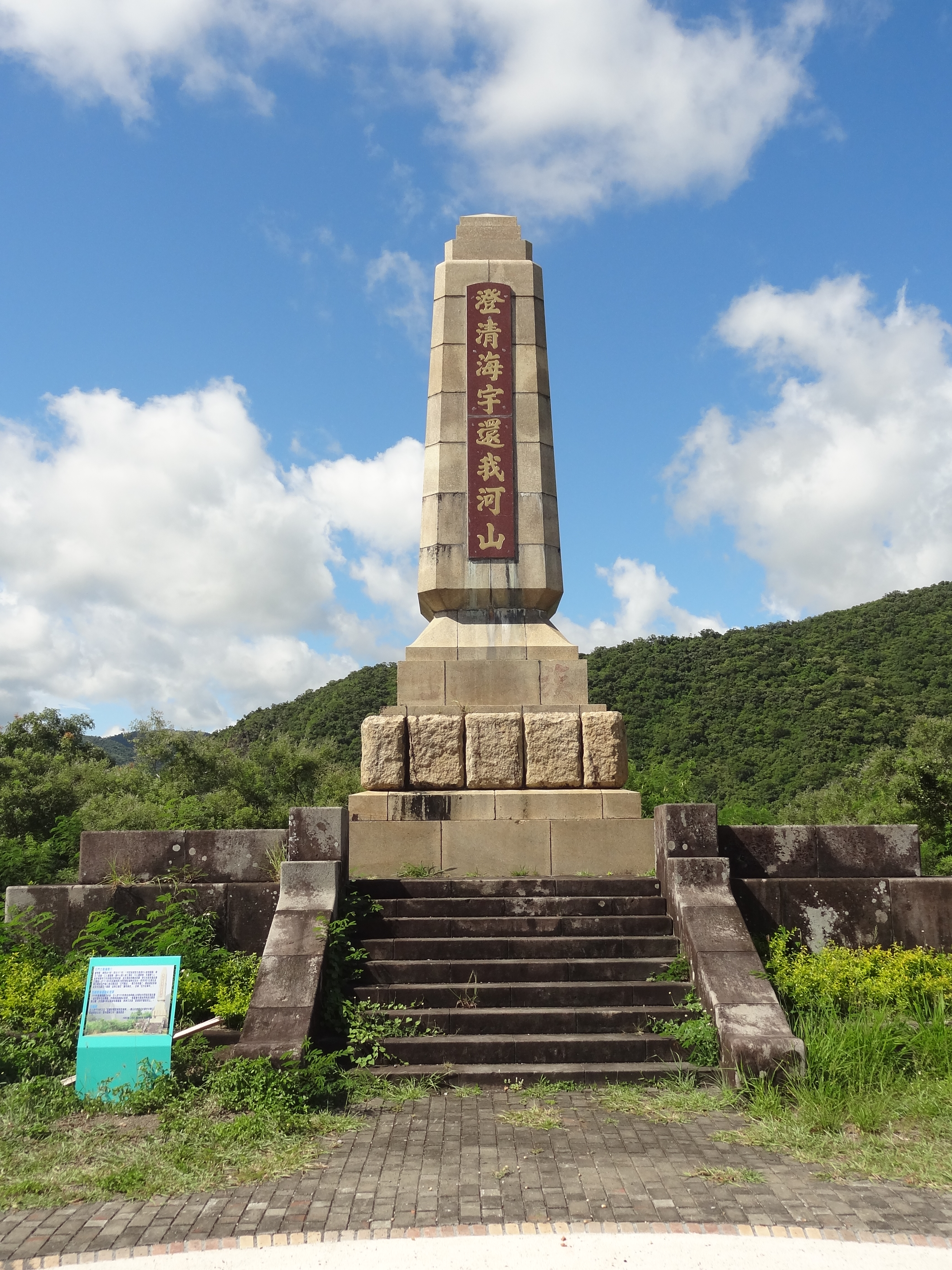
刻「澄清海宇 還我河山」時期的紀念碑，攝於2013年。

位於石門古戰場附近，為紀念牡丹社事件中，日本陸軍中將西鄉從道的征臺功勳，1936年3月13日完工，同月15日舉行除幕式啟用，已於2011年登錄屏東縣歷史建築。2016年11月，屏東縣政府文化處曾拆除紀念碑上的「澄清海宇 還我河山」，造成有碑無文，引發爭議，2020年，碑文修復成原先的「西鄉都督遺跡紀念碑」。

### 忠魂碑

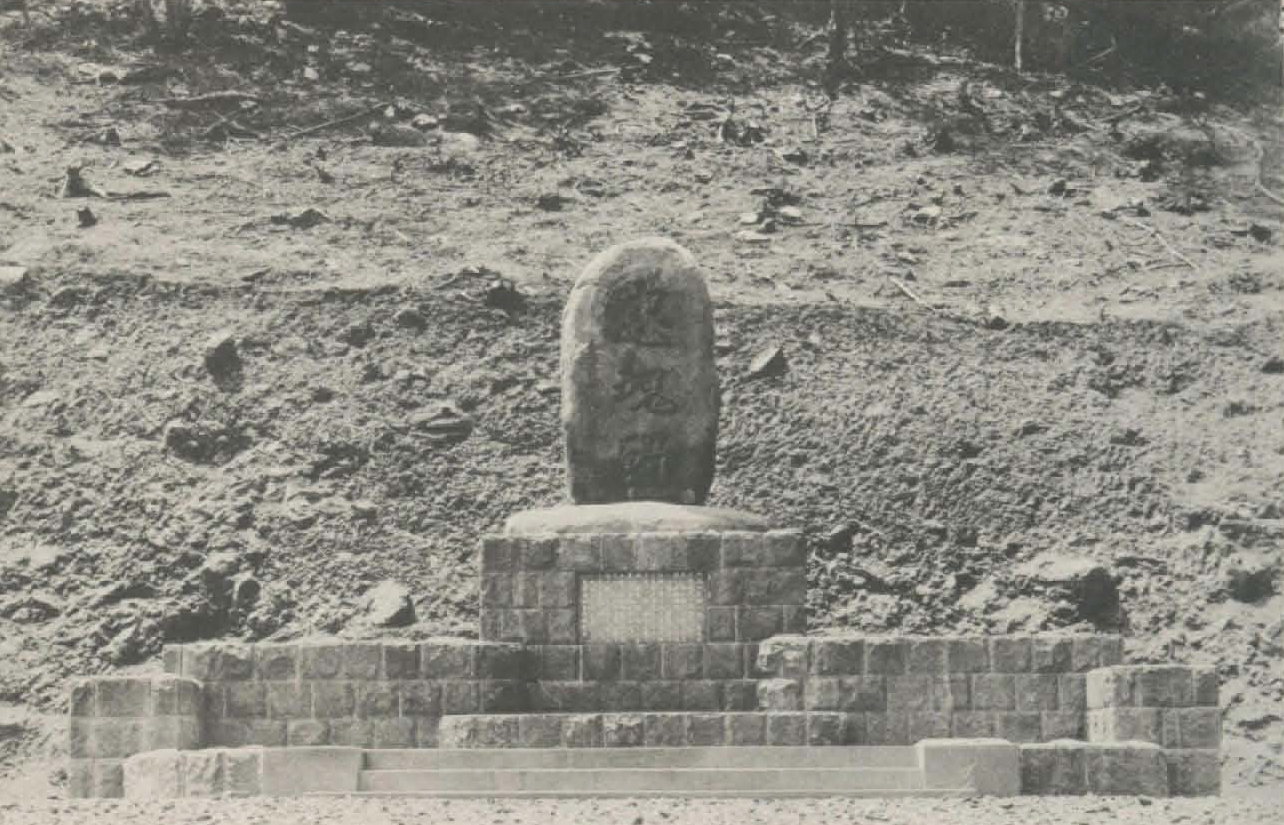
石門忠魂碑

位於石門古戰場的忠魂碑是為了紀念牡丹社事件日人在此與原住民交戰的過程中，戰死或病死的547人。此碑與西鄉都督遺績記念碑同在1936年3月15日舉行除幕式啟用。現今忠魂碑之碑已佚失，僅存基座。

## 外部連結
- 中華民國交通部觀光局 石門古戰場位置圖 （页面存档备份，存于）
- 地圖版‧牡丹社事件 （页面存档备份，存于）, 牡丹社事件的地圖史料與空間探索（上）、（中）、（下）, 行政院原住民委員會原住民族文獻會
- 牡丹社事件. 臺灣原住民族文化知識網
- 牡丹社事件131年 台日遺族和解取自大紀元
- 琉球漁民觀點: 牡丹社事件影響 （页面存档备份，存于）